# Jude
Jud o Jude és un nom o d'origen israelià (en hebreu:יהוד), el significat vol dir «un que és estimat per Déu», «un digne de lloança divina» o «confessor diví». No obstant això, altres fonts assenyalen que el significat significa «pertanyent a la tribu de Judà» o un Jueu, simplement. En aquest últim cas, assumeix la posició de nom / cognom, en general. No hi ha consens sobre l'existència d'una variant femenina, però alguns suggereixen que les formes seria acceptat Judi o Judy.